# Бромид димеркуроаммония
Бромид димеркуроаммония — неорганическое соединение
ртути
с формулой NHg2Br,
светло-жёлтые кристаллы,
не растворяется в воде.

## Получение
- К раствору аммиака добавляют насыщенный раствор бромида ртути(II):

{\displaystyle {\mathsf {2HgBr_{2}+4NH_{3}\ {\xrightarrow {}}\ NHg_{2}Br\downarrow +3NH_{4}Br}}}

## Физические свойства
Бромид димеркуроаммония образует светло-жёлтые кристаллы
гексагональной сингонии,
пространственная группа P 6/mmc,
параметры ячейки a = 0,665 нм, c = 1,119 нм, Z = 4.
Не растворяется в воде.
Образует комплексы состава NHg2Br•H2O и NHg2Br•HgBr2 .